# Arístides del Puerto
Arístides del Puerto (Paraguay; 17 de enero de 1947) es un exfutbolista de Paraguay que jugaba en la posición de delantero centro.

## Carrera

### Club
| Periodo   | Club                 |
| --------- | -------------------- |
| 1966-1971 | Club Olimpia         |
| 1970      | → LDU Quito (cedido) |
| 1972-1973 | Deportivo Pereira    |
| 1973      | Unión Magdalena      |
| 1974-1976 | Deportivo Cali       |
| 1976-1977 | Deportivo Pereira    |
| 1978      | Club Libertad        |

### Selección nacional
Jugó para Paraguay en 15 ocasiones de 1966 a 1971 y anotó dos goles; participó en la Copa América 1967.

## Logros
- Primera División de Paraguay (2): 1968, 1971
- Categoría Primera A (1): 1974